# Csatlórúd

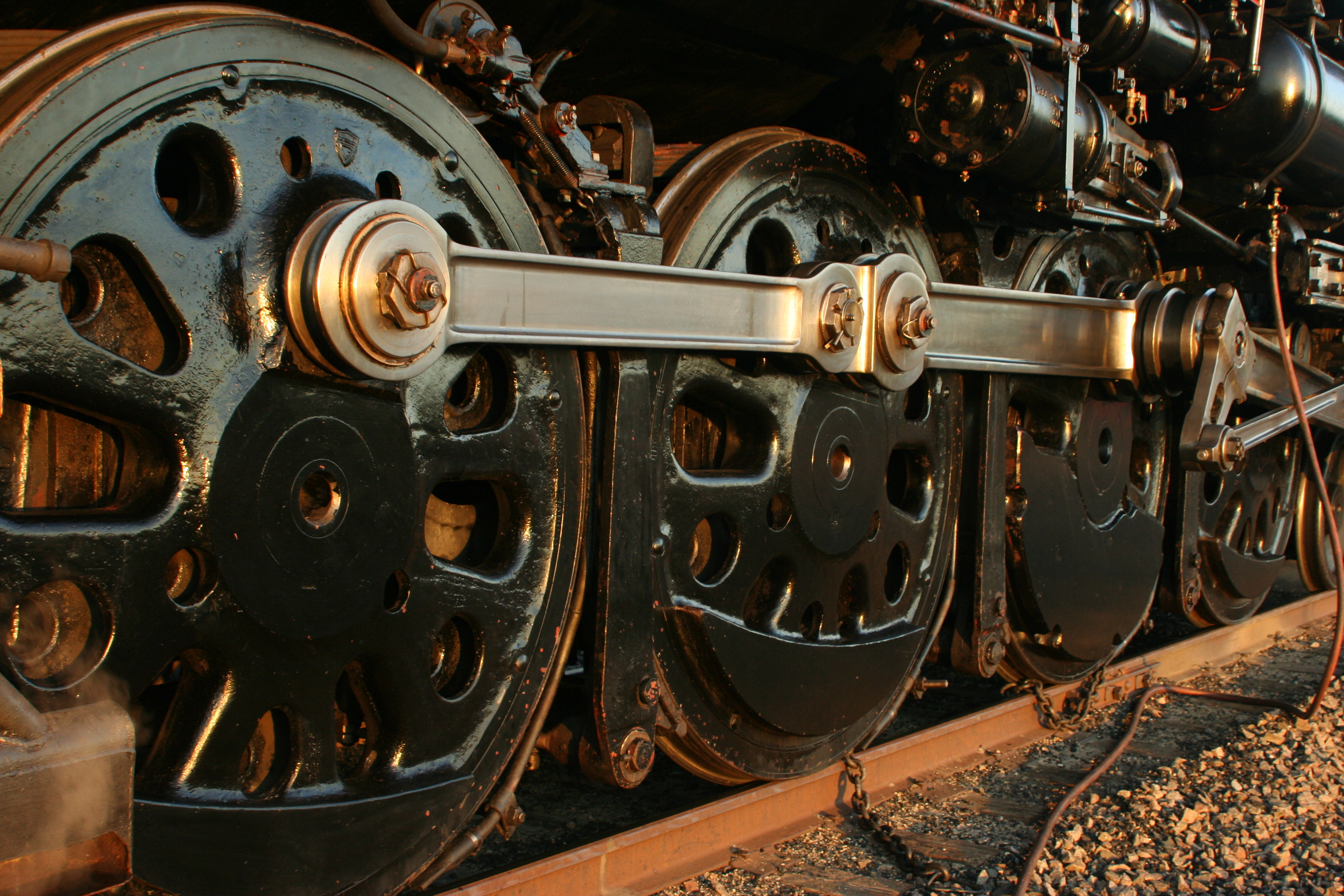
Csatlórudak egy gőzmozdonyon

A csatlórúd egy mozdony azon alkatrésze, amely a meghajtott kerekeket köti össze egymással. Csatlórudat elsősorban gőzmozdonyoknál alkalmaztak, azonban egyes dízel- és elektromos mozdonyoknál is használatosak, elsősorban régebbi típusoknál és tolatómozdonyoknál. A csatlórúd viszi át a mozgási energiát valamennyi meghajtott kerékre.
A csatlórúd a hajtott kerekek tengelyéhez képest excentrikusan csatlakozik a kerekekhez. Emiatt mozgás közben elkerülhetetlenül aszimmetrikus erők és rezgések lépnek fel. Ennek kompenzálására ellensúlyt alkalmaznak.Azokban az esetekben, amikor a csatlórudak mozgása kör alakban történik, az ellensúly ezt a mozgást képes teljes egészében kompenzálni. Ahol azonban a mozgás egy része nem kör alakú (például a dugattyúrúd vízszintes irányú mozgásánál), az ellensúly nem képes tökéletesen kiegyensúlyozni a fellépő erőket. Egy olyan meghajtott kerék esetében, amelyik a csatlórúddal és a dugattyú hajtórúdjával is kapcsolatban van, a dugattyúrúd vízszintes mozgásának és a csatlórúd mozgásának kiegyensúlyozására szolgáló ellensúly nehezebb lesz, mint a rudak súlyát kompenzálni hivatott ellensúly. Ezért a teljes vibráció kiiktatására választott ellensúly nem szünteti meg a rezgés függőleges összetevőjét. Ezt a fennmaradó rezgést nevezik kalapálásnak. Ez mind a mozdonyra, mind a sínpárra pusztító hatással van, különösen nagyobb sebességeknél. Ez a jelenség szorosan hozzátartozik a hagyományos kéthengeres gőzmozdonyokhoz, és többek között ez is egy oka annak, hogy kivonták őket a forgalomból.
A Locomotion No 1 nevű gőzmozdony volt az első, amely lánc helyett csatlórudat használt a meghajtott kerekek összekapcsolására. Az 1930-as években megbízható gördülőcsapágyas csatlórudakat fejlesztettek ki. A csatlórudakat eredetileg acélból készítették. A technológia fejlődésével könnyebb és erősebb ötvözetekre tértek át, amelyek kisebb ellensúlyok alkalmazását tették lehetővé, és a kalapálás mértékét is csökkentették.